# Lũng Nhai
Lũng Nhai là một địa danh nổi tiếng trong lịch sử Việt Nam. Nơi đây, vào khoảng tháng 2, tháng 3 năm Bính Thân (1416), đã diễn ra hội thề Lũng Nhai do Lê Lợi cùng 18 người bạn tổ chức. Hội thề đã làm lễ tế cáo trời đất, kết nghĩa anh em, nguyện hợp sức đánh đuổi ách thống trị của quân Minh. Hội thề là khởi đầu hình thành bộ chỉ huy và lực lượng của cuộc khởi nghĩa Lam Sơn sau đó hai năm (1418).

## Vị trí Lũng Nhai ngày nay
Theo nhiều nhà sử học có tên tuổi trong nước công bố chính thức trong các công trình biên soạn về khởi nghĩa Lam Sơn, vị trí Lũng Nhai được xác định tại tên một làng ven sông Âm, ở chân núi Bù Me, nay là làng Lũng Mi (tên nôm gọi là  làng Mé, gồm Mé Trên và Mé Dưới), thuộc xã Ngọc Phụng, huyện Thường Xuân, tỉnh Thanh Hóa, cách Lam Sơn 12 km về phía Tây.
Tuy nhiên, theo học giả Phạm Tấn thì vị trí Lũng Nhai nhiều khả năng nằm tại khu vực giáp ranh thôn Như Áng (thuộc xã Kiên Thọ) và làng Miềng (thuộc xã Phúc Thịnh), huyện Ngọc Lặc, Thanh Hóa, ở phía tây nam núi Dầu (tức núi Lam Sơn, còn gọi là núi Cham). Vị trí này cách Lam Kinh trên dưới một cây số đường chim bay, có ngọn núi gọi là núi Miềng, giáp liền với sông Chu (sông Lương). Người Mường địa phương ở đây còn gọi quả núi thấp ở đây là núi Bàn Thề và thung lũng nhỏ hẹp tại đấy là Lũng Nhai, hay ruộng Bàn Thề. Gần đó cũng có một thung lũng nhỏ được gọi là Lũng Mi. Nơi đây xưa kia thuộc địa bàn của hương Lam Sơn, sách Khả Lam và lộ Khả Lam, huyện Lương Giang thời Trần – Hồ, là nơi tằng tổ của Lê Lợi là Lê Mỗi (bố Lê Hối) đã rời từ trang Bái Đô sang để ở (theo gia phả họ Lê ở Thọ Ngọc).